# Ailsa Craig

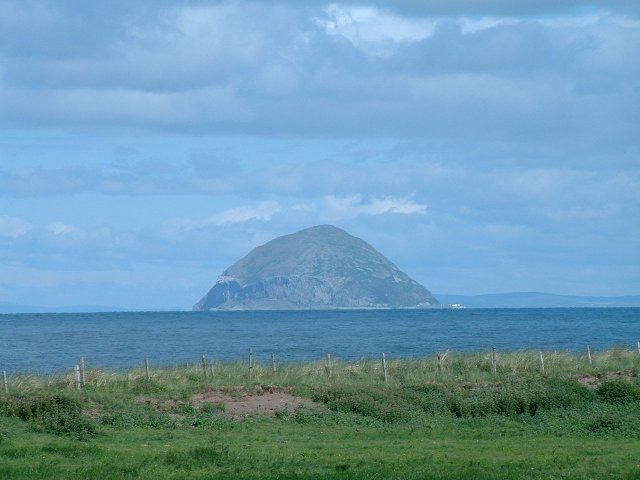
Ailsa Craig des de la costa de South Ayrshire

Ailsa Craig, en gaèlic Creag Ealasaid que significa roca d'Elisabeth, és una illa d'Escòcia situada al Firth of Clyde. De forma oval, amida aproximadament 3,2 km de circumferència i arriba a una altura de 338 m (The Cairn). L'illa es troba deshabitada.
Es troba a 16 km a l'oest de Girvan, al districte de South Ayrshire. Culminant a 338 m, és un antic con volcànic. Hi ha un far a la costa est, de cara a l'illa de Gran Bretanya, al cap de Foreland Point. El far funciona de manera automatitzada des de 1970.